# ويلهلم يان (منافس ألعاب قوى)
ويلهلم يان (بالألمانية: Wilhelm Jahn)‏ هو منافس ألعاب قوى ألماني، ولد في 27 فبراير 1889 في ماغديبورغ في ألمانيا، وتوفي في 24 يناير 1973 في هانوفر في ألمانيا.

## وصلات خارجية
- ويلهلم جان على موقع اللجنة الأولمبية الدولية (الإنجليزية)
- ويلهلم جان على موقع أوليمبيديا (الإنجليزية)